# Langues en Guyane
Les langues parlées en Guyane sont principalement le français et le créole guyanais, suivie par les langues amérindiennes, les langues bushinenges.
On retrouve également des langues étrangères comme le créole haïtien, le créole antillais, le portugais brésilien, l’anglais, l’espagnol, le mandarin et les langues hmongs.

## Langues et statuts
Le français est la langue principale en Guyane du fait de son caractère officiel et de sa place prédominante dans l'enseignement. C’est aussi la langue la plus parlée avec plus de 95 % de locuteurs francophones. Cependant, seulement environ 10% de la population a cette langue comme langue maternelle. 

### Créoles
De nombreuses autres langues locales sont aussi utilisées. Parmi celles-ci, la langue la plus utilisée est le créole guyanais, un créole à base lexicale française, avec des influences de l'anglais, de l'espagnol, du portugais, des langues africaines et amérindiennes. Elle serait née au XVIIe siècle entre les esclaves africains et leurs maîtres français qui tentaient de communiquer. Aujourd’hui, le créole guyanais est principalement parlé dans les grandes villes sur le littoral, comme Cayenne, Kourou et Saint Laurent du Maroni, et aussi dans les zones rurales comme Maripasoula. Il est parfois mélangé avec les autres langues créoles des communautés immigrées des Caraïbes (le créole antillais, le créole haïtien et le créole saint-lucien). 
En plus des créoles à base française mentionnés ci-dessus, il existe également des créoles à base lexicale anglaise en Guyane. Ces langues sont l’aluku, le ndyuka, le pamaka et le sranan tongo. Ces langues se sont développées au XVIIe et XVIIIe siècle dans les plantations du Suriname. La majorité des locuteurs actuels de ces créoles en Guyane sont des descendants de réfugiés ayant fui les plantations, à l’exception du sranan-togo. Le sranan tongo est notamment utilisé au sein des communautés sranan-tongo, mais il est également la langue maternelle des Arawak de Balaté et il est largement employé dans les villages kali’na. L’aluku est principalement parlé dans les villages du haut Maroni, ainsi que dans certaines zones urbaines. Le ndyuka est principalement présent dans l’ouest de la Guyane. Le saamaka se trouve principalement à Kourou et Cayenne, ainsi que dans les petits villages et les routes de Cayenne et Mana.

### Langues amérindiennes
Les langues amérindiennes reconnues sont au nombre de six (arawak, palikur, kali'na, wayana, wayãpi, émérillon). Ces six langues peuvent être regroupées en trois familles linguistiques : les langues arawakiennes (dont l’arawak (ou le lokono) et le palikur), les langues caribes (dont le kali’na et le wayana), les langues tupi-gurani (dont l’émérillon (ou le teko) et le wayãpi). La langue apalai, parlée par peu de locuteurs, n'est par exemple pas reconnue officiellement.  
L’arawak et le kali’na sont principalement parlés sur le littoral à l’ouest ou à l’est de la Guyane. Le wayana est notamment parlé dans les villages situés sur le haut Maroni. Le wayampi est notamment parlé dans le haut Oyapock. L’émérillon est notamment parlé dans le haut Maroni et le haut Oyapock. 
Toutes les langues amérindiennes peuvent être considérées comme des langues en danger en raison de la rupture de transmission intergénérationnelle et de la faiblesse numérique de leurs locuteurs. 

### Autres langues
Enfin, les autres communautés formant une partie non négligeable de la population parlent quotidiennement le portugais, l'anglais, le chinois, l'espagnol, le russe, etc.
La Guyane présente une diversité linguistique remarquable: une quarantaine de langues y sont parlées. La répartition de ces langues parmi la population révèle qu'une vingtaine de ces langues sont parlées par des groupes représentants moins de 1 % de la population. Sur la quarantaine de langues recensées en Guyane, douze sont reconnues officiellement comme langue de France depuis 1999 ( à l'issue du Rapport Cerquiglini): le créole guyanais, le nenge dans ses trois composantes (aluku, ndyuka, pamaka), le saramaka et le hmong.
| Groupe linguistique                   | Langue de Guyane                    | Le pourcentage des locuteurs qui ont cette langue comme langue maternelle |
| ------------------------------------- | ----------------------------------- | ------------------------------------------------------------------------- |
| Les créoles à base lexicale française | Créole guyanais                     | 39%                                                                       |
| Les créoles à base lexicale française | Créole haïtien                      | 8,07%                                                                     |
| Les créoles à base lexicale française | Créoles antillais                   | 7,06%                                                                     |
| Les créoles à base lexicale anglaise  | Ndjuka (Bushinengue)                | 9,42%                                                                     |
| Les créoles à base lexicale anglaise  | Saramacca (Bushinengue)             | 1,04%                                                                     |
| Les créoles à base lexicale anglaise  | Autres Bushinengues : Aluku, Pamaka | 1,68%                                                                     |
| Les créoles à base lexicale anglaise  | Sranan-tongo                        | 6,05%                                                                     |
| Les créoles à base lexicale anglaise  | Créole guyanien                     | 1,44%                                                                     |
| Les langues amérindiennes             | Kali’na                             | 1,64%                                                                     |
| Les langues amérindiennes             | Palikour                            | 0,60%                                                                     |
| Les langues amérindiennes             | Arawak                              | 0,50%                                                                     |
| Les langues amérindiennes             | Wayana                              | 0,33%                                                                     |
| Les langues amérindiennes             | Wayampi                             | 0,26%                                                                     |
| Les langues amérindiennes             | Émérillon                           | 0,13%                                                                     |
| Les langues européennes               | Français                            | 8,07%                                                                     |
| Les langues européennes               | Portugais                           | 4,8%                                                                      |
| Les langues européennes               | Espagnol                            | 0,30%                                                                     |
| Autres langues                        | Chinois hakka                       | 5,04%                                                                     |
| Autres langues                        | Hindoustani caribéen                | 4,03%                                                                     |
| Autres langues                        | Hmong                               | 1,48%                                                                     |
| Autres langues                        | Javanais caribéen                   | 1%                                                                        |
| Autres langues                        | Arabe levantin du Nord              | 0,50%                                                                     |
| Autres langues                        | Autres                              | 0,67%                                                                     |

## Les langues d'éducation en Guyane
Le français occupe une place centrale dans le système éducatif de la Guyane française. Il est la langue d’enseignement dans l’ensemble des écoles guyanaises, conformément au programme national français. D’autres langues, qui sont aujourd’hui reconnues dans le cadre éducatif, sont le créole guyanais, le nenge, le kali’na, le wayana, le hmong, le parikwaki, le saramaka, l’espagnol, l’anglais, le portugais, l’allemand, le néerlandais et le latin. Toutes ces langues ne sont la langue dominante dans aucun enseignement en Guyane, cette place est réservée au français. Cependant, ces langues régionales bénéficient d’une place dans l’enseignement guyanais grâce à diverses initiatives.

### Langues et cultures régionales (LCR)
Le créole guyanais a été la première langue régionale introduite dans l’enseignement grâce au dispositif de Langue et Culture Régionale (LCR), institué en 1986. Ce dispositif visait : la promotion et la reconnaissance officielle de la langue et de la culture créoles guyanaises, l’adaptation des programmes d’enseignement au contexte local et la structuration de l’esprit de l’enfant dans sa propre langue. En 2009, plus de 300 classes proposaient un enseignement du créole, contre seulement 10 classes en 1986. Au niveau secondaire, le créole est choisi comme matière par 75 collégiens et 500 lycéens en 2020. Toutefois, l’enseignement dans le cadre du dispositif LCR est souvent dispensé en langue française.

### Intervenants en Langue Maternelle (ILM)
L’enseignement des autres langues régionales, notamment les langues amérindiennes et les créoles à base anglaise, n’a officiellement introduit qu’en 1998 avec la création du dispositif des Médiateurs culturels et bilingues (MCB), remplacé en 2007 par les Intervenants en Langue Maternelle (ILM). Les intervenants, désormais sous la responsabilité de l’Éducation nationale, ont trois tâches, à savoir : faciliter l’entrée à l’école des jeunes enfants par l’usage de leur langue maternelle, développer leurs compétences métalinguistiques et créer un lien positif entre la culture familiale et le milieu scolaire. Leur rôle ressemble plus à un accompagnement pédagogique personnalisé qu’à celui d’un enseignant classique. En 2019, ce dispositif concernait neuf langues : le ndyuka, le saamaka, le kali’na, le wayana, le teko, le hmong et le portugais. Dans cette année, 66 ILM étaient en poste : 46 pour les bushinenge’s, 15 pour les langues amérindiennes, 2 pour le portugais, 1 pour le hmong et 2 recrutements sont en cours. Environ 3.000 élèves étaient concernés par ce dispositif en 2019.

### Classes bilingues
Depuis les années 1970-1980, des expériences de classes bilingues à parité horaire ont été mises en place, notamment en créole guyanais. En 2023-2024, on comptait 132 classes bilingues dans le premier degré, représentant environ 3 % des élèves. Ces classes concernaient les langues suivantes : 45 classes en créole guyanais, 71 en nenge tongo, 5 en kali’na, 8 en hmong, 1 en parikwaki et 2 en portugais.

### Formation des éducateurs multilingues
Concernant la formation des éducateurs multilingues, le CAPES de créole a été installé en 2001. En Guyane, il s’agit d’un CAPES bivalent, ce qui signifie que le candidat peut être certifié pour deux matières. Par exemple, le créole peut être combiné avec le français, l’anglais, l’espagnol, l’histoire ou la géographie. À partir de 2008, une centaine d’enseignants ont été formés et en 2018-2019, 213 enseignants étaient habilités. Par ailleurs, une unité d’enseignement (UE) spécifiquement consacrée aux questions liées au multilinguisme est intégrée dans le master MEEF premier degré dans chaque semestre pour un total de 64 heures de cours.

## Multilinguisme en Guyane
La Guyane est un territoire dans lequel les habitants maîtrisent et acquièrent plusieurs langues différentes au cours de leur vie: on estime que les deux tiers des enfants en Guyane ne parlent pas le français chez eux avant d'être scolarisés. Cette diversité génère une jeunesse plurilingue dont « 40 % des élèves d'une dizaine d'années parlent au moins trois langues ».  
La mosaïque linguistique guyanaise a la particularité d'être particulièrement perméable, on y apprend des langues véhiculaires au cours de sa vie telles que le français et le créole guyanais pour communiquer parmi les communautés.C’est pourquoi, il y a aussi beaucoup de changement entre langues et de l’alternance codique en Guyane.
Cependant, ce multilinguisme conduit à une hiérarchisation sociale des langues : certaines sont fortement valorisées, tandis que d’autres sont peu valorisées. Ainsi, des langues comme le kali’na ou le saamaka sont parfois stigmatisées, ce qui conduit les jeunes locuteurs de ces langues à ne pas vouloir admettre qu’ils appartiennent aux locuteurs de cette langue.